# Lysimaque ponctuée
Lysimachia punctata
Espèce
Classification APG II (2003)
Statut de conservation UICN

 LC  : Préoccupation mineure
La Lysimaque ponctuée (Lysimachia punctata) est une espèce de plantes à fleurs de la famille des Primulacées selon la classification classique et la classification phylogénétique APG III (2009) (ou de la famille des Myrsinacées selon la classification phylogénétique APG (1998) et la classification phylogénétique APG II (2003)).

## Répartition
C'est une plante originaire du centre et sud de l'Europe.

## Description
est une plante herbacée ornementale d'une hauteur de 60 cm à 1 m. Les feuilles sont simples, velues, opposées, parfois bordées de blanc. Les fleurs sont jaunes.

## Galerie

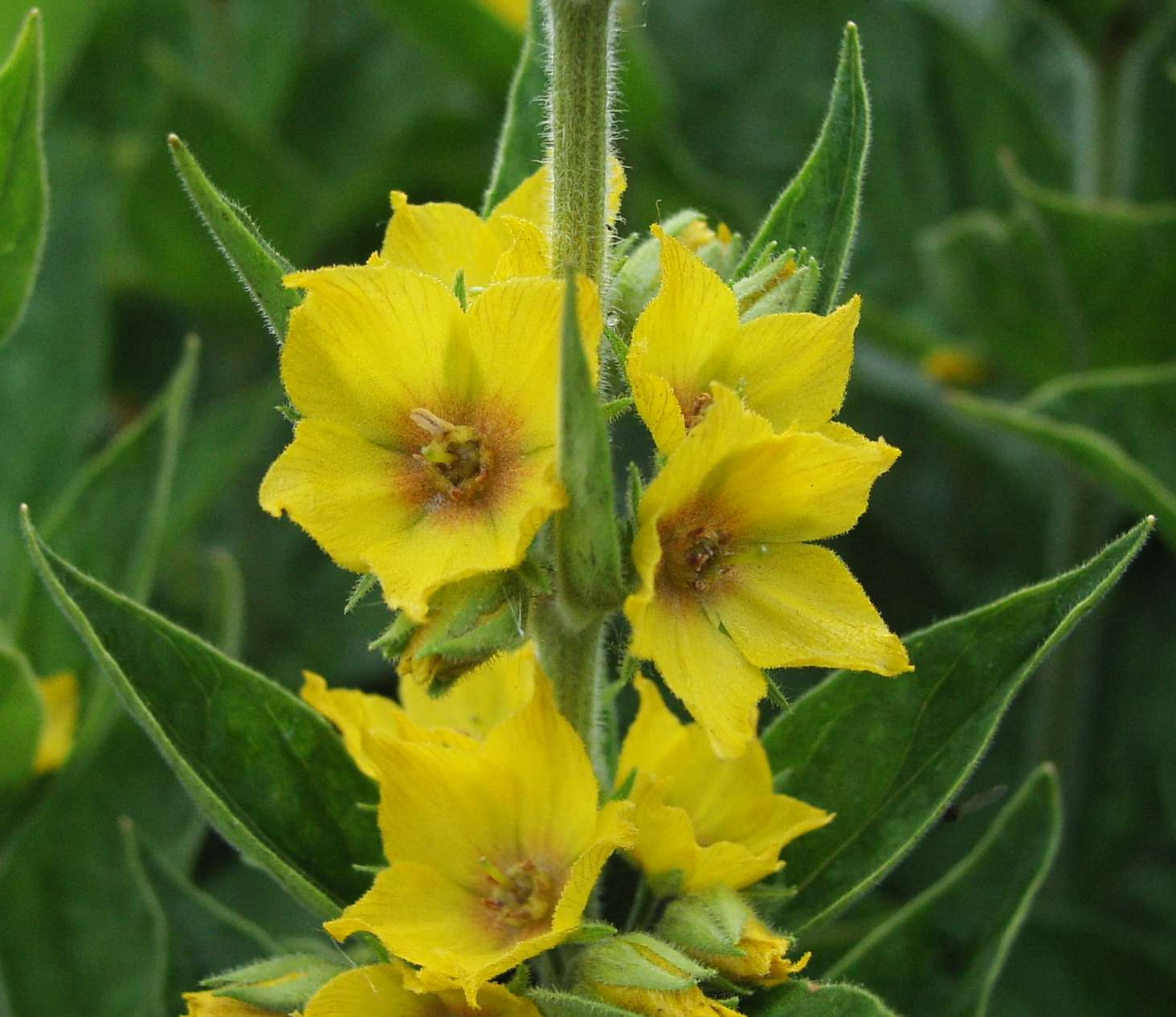
Fleurs.
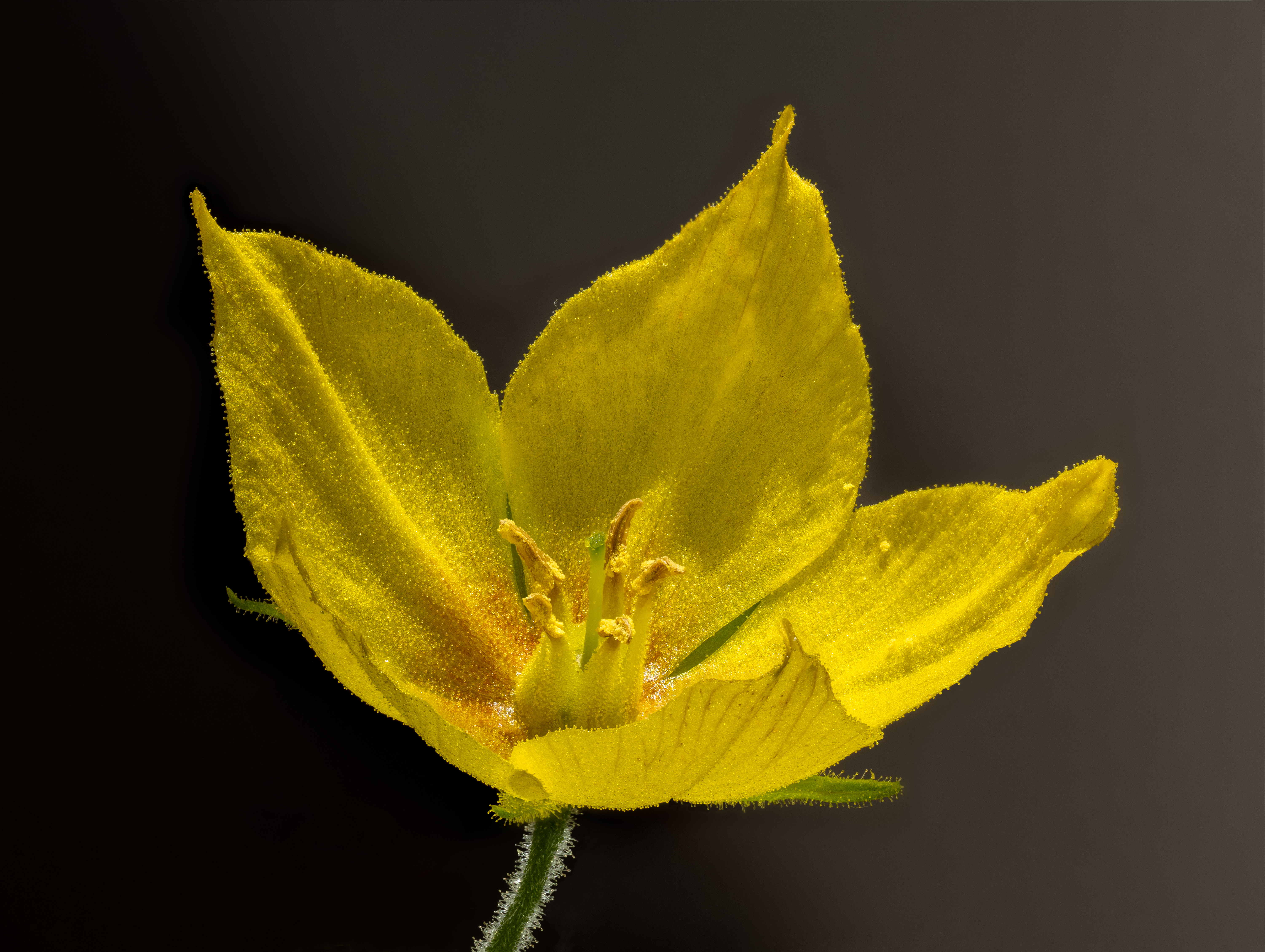
Fleur.